# Franz Anton (Hohenzollern-Haigerloch)
Franz Anton von Hohenzollern-Haigerloch (* 2. Dezember 1657 auf Schloss Sigmaringen; † 14. Oktober 1702 in Friedlingen) war regierender Graf von Hohenzollern-Haigerloch.

## Leben

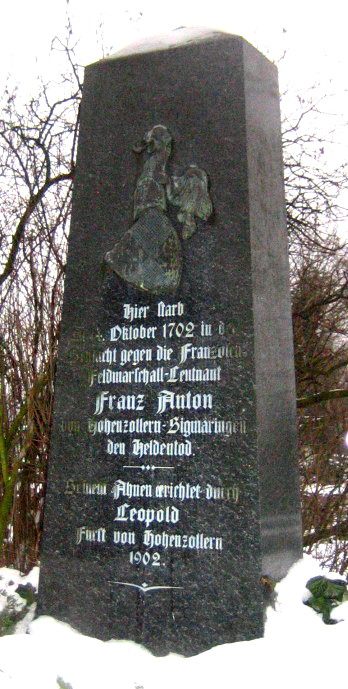
Gedenktafel am Friedhof von Weil am Rhein: „Hier starb am 14. Oktober 1702 in der Schlacht gegen die Franzosen Feldmarschall-Leutnant Franz Anton von Hohenzollern-Sigmaringen den Heldentod - Seinem Ahnen errichtet durch Leopold Fürst von Hohenzollern - 1902“

Franz Anton war der jüngste Sohn des Fürsten Meinrad I. von Hohenzollern-Sigmaringen (1605–1681) aus dessen Ehe mit Anna Marie (1613–1682), Tochter des Freiherren Ferdinand von Törring zu Seefeld.
In kaiserlichen Diensten erreichte Franz Anton den Rang eines Feldmarschallleutnants. Infolge der Bestimmungen der Erhebungsurkunde der Familie in den Reichsfürstenstand, konnte er nur als Graf von Hohenzollern-Haigerloch regieren. Bei der nochmaligen Fürstung der schwäbischen Hohenzollern 1692 durch Kaiser Leopold I. wurde die Linie Haigerloch ausgenommen.
Franz Anton fiel im Spanischen Erbfolgekrieg in der Schlacht bei Friedlingen.

## Ehe und Nachkommen
Franz Anton heiratete am 5. Februar 1687 Maria Anna Eusebia (1670–1716), Tochter des Grafen Anton Eusebius von Königsegg-Aulendorf (1639–1692), mit der er folgende Kinder hatte:
- Ferdinand Anton Leopold (1692–1750), Geistlicher, kurkölnischer Premierminister
- Maria Anna (1694–1732)

⚭ 1714 Ludwig Xaver Fugger, Graf von Kirchberg und Weissenhorn (1688–1746)
- Maria Franziska (1697–1767)

⚭ 1720 Graf Franz Hugo von Königsegg-Rothenfels (1698–1772)
- Franz Christoph Anton (1699–1767), Geistlicher, kurkölnischer Premierminister